# 126249 Gabrielgraur
126249 Gabrielgraur è un asteroide della fascia principale interna. Scoperto nel 2002, presenta un'orbita caratterizzata da un semiasse maggiore pari a 2,452720 UA e da un'eccentricità di 0,229020, inclinata di 1,373280° rispetto all'eclittica.
Fa parte della famiglia di asteroidi Nisa.